# Le Quesnel-Aubry
Le Quesnel-Aubry est une commune française située dans le département de l'Oise en région Hauts-de-France.

## Géographie

### Localisation

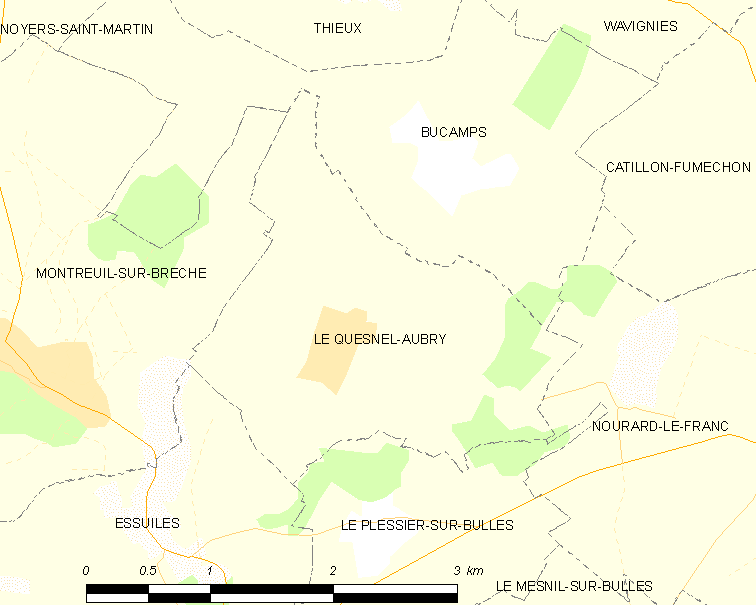
Communes limitrophes de la commune du Quesnel-Aubry.

Le Quesnel-Aubry est une commune située à 72 km au nord de Paris, 18 km à l'est de Beauvais, 39 km à l'ouest de Compiègne et à 43 km au sud d'Amiens.

### Communes limitrophes
|                      | Bucamps                |                  |
| Montreuil-sur-Brêche | Quesnel-Aubry          | Nourard-le-Franc |
| Essuiles             | Le Plessier-sur-Bulles |                  |

### Topographie et géologie
La commune du Quesnel-Aubry a été établie sur le plateau picard, au sommet d'un coteau dominant la haute vallée de la Brêche. Le territoire culminant à 164 mètres d'altitude au calvaire du Sion, au nord, est orienté en pente douce vers le sud. Il est délimité par deux vallées sèches : la vallée de Bucamps au nord et les vallées de Wavignies, Saurette et Marguerite au sud. Dans cette dernière se trouve le point le plus bas, à 91 mètres. L'église du village se situe à 150 mètres au-dessus du niveau de la mer. Le Quesnel-Aubry se trouve en zone de sismicité 1, c'est-à-dire très faiblement exposée aux risques de tremblement de terre.

### Hydrographie
La commune est située dans le bassin Seine-Normandie. Elle n'est drainée par aucun cours d'eau,.
La commune fait partie du bassin versant de la Brêche, rivière située à un kilomètre en aval. Les talwegs ou vallées sèches conduisant les eaux de ruissellement vers ce cours d'eau. Deux mares ont été creusées dans le village, l'une dans la Grande Rue, la seconde à l'angle de la rue des Jardins-et-des-Poissonniers. Les zones les plus basses du territoire dans le fond des vallons sont situées au-dessus de nappes phréatiques sous-affleurantes.

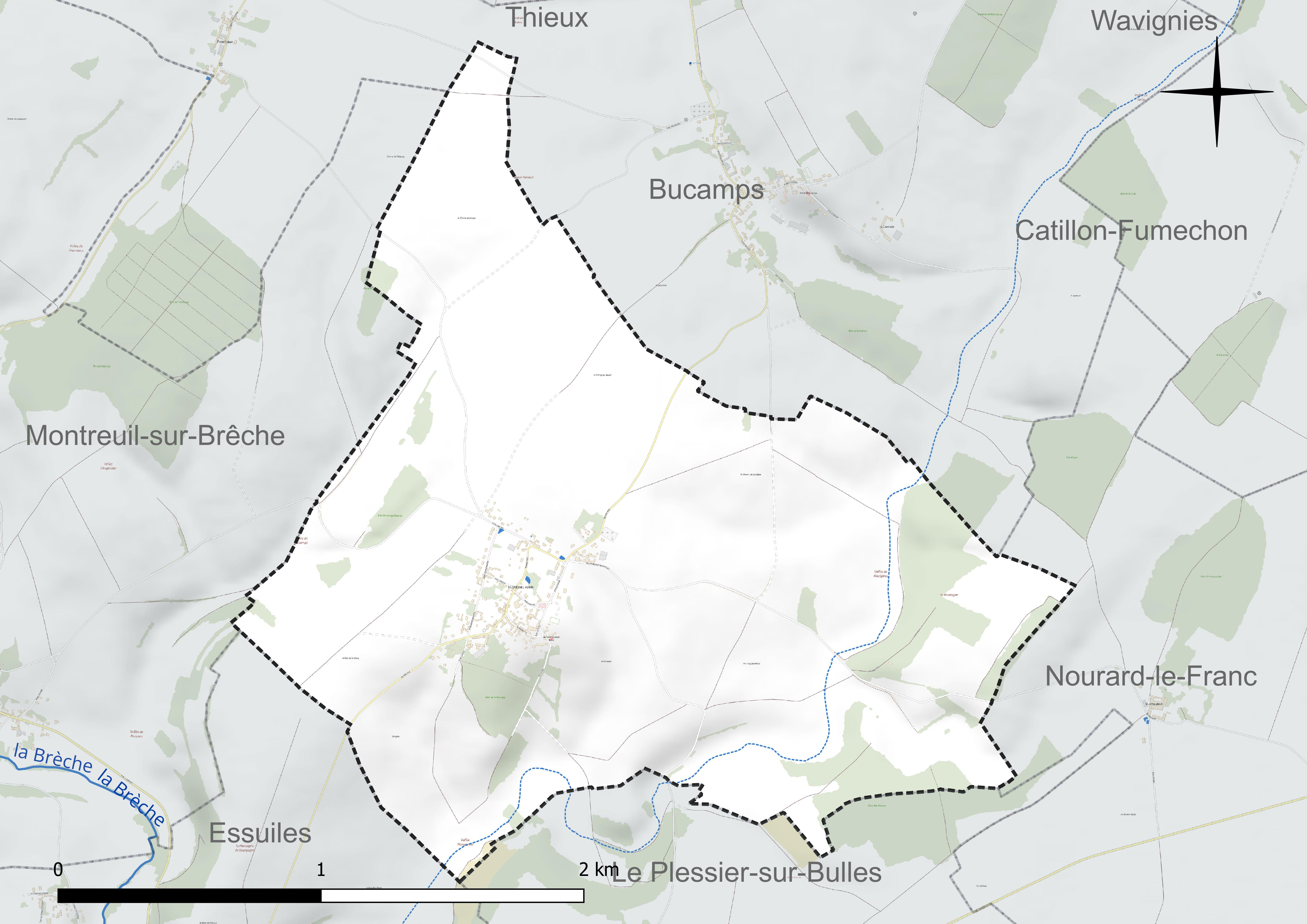
Réseau hydrographique du Quesnel-Aubry.

### Climat
Pour des articles plus généraux, voir Climat des Hauts-de-France et Climat de l'Oise.
En 2010, le climat de la commune est de type climat océanique dégradé des plaines du Centre et du Nord, selon une étude du CNRS s'appuyant sur une série de données couvrant la période 1971-2000. En 2020, Météo-France publie une typologie des climats de la France métropolitaine dans laquelle la commune est exposée à un climat océanique et est dans la région climatique  Nord-est du bassin Parisien, caractérisée par un ensoleillement médiocre, une pluviométrie moyenne régulièrement répartie au cours de l'année et un hiver froid (3 °C). 
Pour la période 1971-2000, la température annuelle moyenne est de 10,1 °C, avec une amplitude thermique annuelle de 14,3 °C. Le cumul annuel moyen de précipitations est de 696 mm, avec 11,2 jours de précipitations en janvier et 7,9 jours en juillet. Pour la période 1991-2020, la température moyenne annuelle observée sur la station météorologique la plus proche, située sur la commune de Tillé à 15 km à vol d'oiseau, est de 11,0 °C et le cumul annuel moyen de précipitations est de 655,5 mm,. Pour l'avenir, les paramètres climatiques de la commune estimés pour 2050 selon différents scénarios d'émission de gaz à effet de serre sont consultables sur un site dédié publié par Météo-France en novembre 2022.

### Milieux naturels
Hormis les espaces bâtis couvrant 17 hectares pour 3,6 % de la surface communale, le territoire comprend plus de 81 % d'espaces cultivés sur 391 hectares et 9 hectares de vergers et de prairies, auquel on peut ajouter 5 hectares de pelouses sur sol calcaire. Les espaces boisés situés sur les coteaux s'étendent sur 58 hectares pour 12 % de la surface communale. Ils sont représentés par les bois de la Muraille, des Marnes et du Larris du Cul de Lampe au sud, au nord par le bois des Longs-Boyaux,.
Le coteau boisé dit Larris du Cul de Lampe au nord de la commune constitue une zone Natura 2000 inscrite dans l'ensemble du réseau de coteaux crayeux du Beauvaisis ainsi qu'une zone naturelle d'intérêt écologique, faunistique et floristique de type 1. Le fond de la vallée Marguerite constitue un corridor écologique potentiel.

## Urbanisme

### Typologie
Au 1er janvier 2024, Le Quesnel-Aubry est catégorisée commune rurale à habitat très dispersé, selon la nouvelle grille communale de densité à sept niveaux définie par l'Insee en 2022.
Elle est située hors unité urbaine. Par ailleurs la commune fait partie de l'aire d'attraction de Beauvais, dont elle est une commune de la couronne,. Cette aire, qui regroupe 162 communes, est catégorisée dans les aires de 50 000 à moins de 200 000 habitants,.

### Occupation des sols
L'occupation des sols de la commune, telle qu'elle ressort de la base de données européenne d'occupation biophysique des sols Corine Land Cover (CLC), est marquée par l'importance des territoires agricoles (84,8 % en 2018), une proportion sensiblement équivalente à celle de 1990 (85,6 %). La répartition détaillée en 2018 est la suivante : 
terres arables (84,8 %), forêts (9,2 %), zones urbanisées (6 %). L'évolution de l'occupation des sols de la commune et de ses infrastructures peut être observée sur les différentes représentations cartographiques du territoire : la carte de Cassini (XVIIIe siècle), la carte d'état-major (1820-1866) et les cartes ou photos aériennes de l'IGN pour la période actuelle (1950 à aujourd'hui).

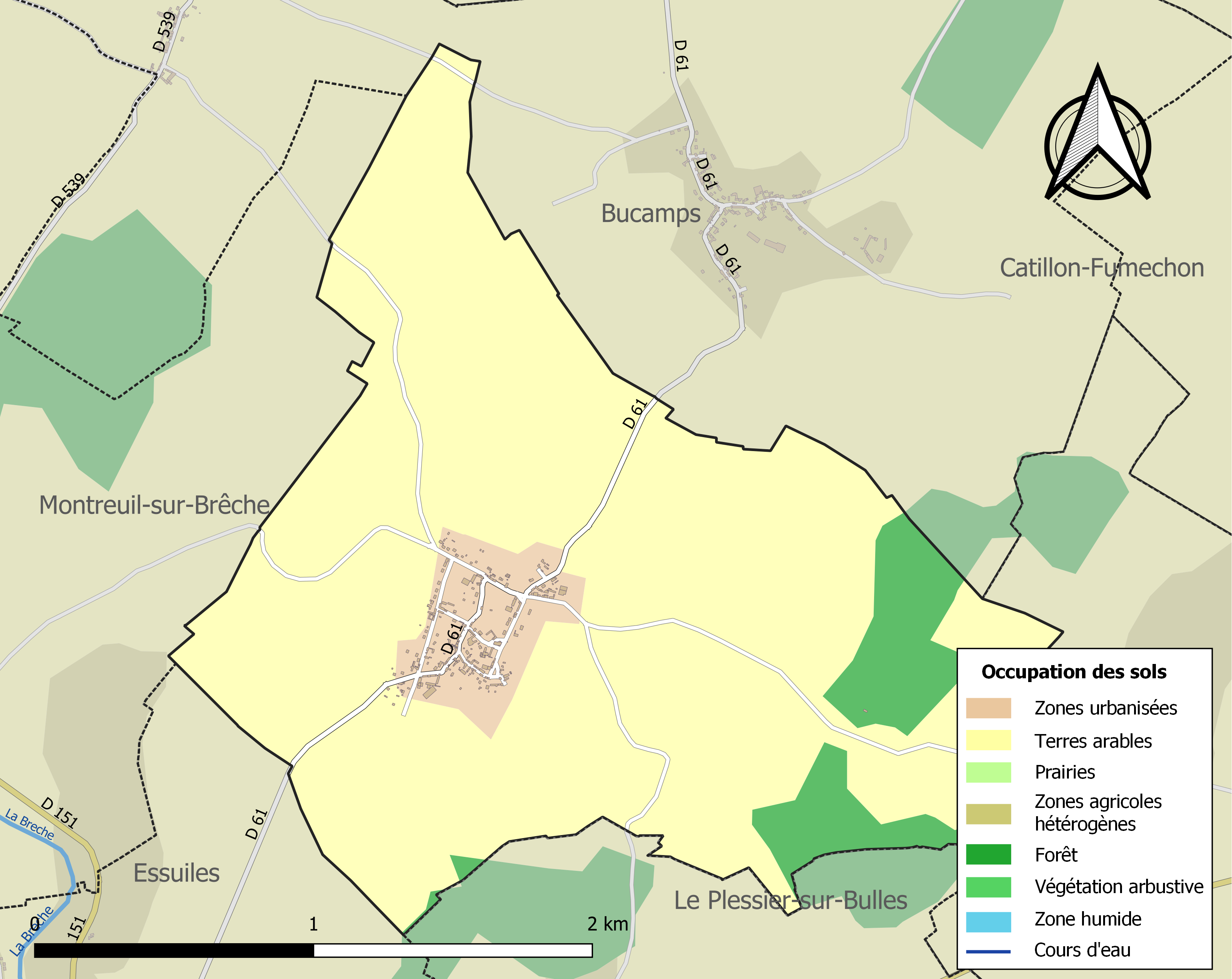
Carte des infrastructures et de l'occupation des sols de la commune en 2018 (CLC).

### Hameaux et lieux-dits
L'espace bâti se concentre uniquement au chef-lieu. La commune ne possède ni hameaux ni écarts habités.

### Morphologie urbaine
Le village est organisé en « village-tas » convergeant vers le centre ancien. Ce secteur constitué de corps de fermes et maisons anciennes se situe au sud du chef-lieu actuel et s'est prolongé au nord par un habitat plus étalé mêlant pavillons et habitations plus anciennes.

### Voies de communications et transports
La commune est traversée d'ouest en est la route départementale 61, reliant Essuiles à Hardivillers. Elle constitue la rue principale du village, dite Grande Rue. Plusieurs routes communales se dirigent vers les communes voisines de Montreuil-sur-Brêche, Bucamps et du Plessier-sur-Bulles.
La gare SNCF la plus proche est située à Saint-Just-en-Chaussée à 9 km à l'est, sur la ligne de Paris-Nord à Lille.
La commune est desservie, en 2023, par les lignes 619 et 6114 du réseau interurbain de l'Oise. Une navette de regroupement pédagogique intercommunal (ligne 6659) relie le village aux communes voisines de Montreuil-sur-Brêche et de Bucamps.
L'aéroport de Beauvais-Tillé se trouve à 15 km à l'ouest et l'aéroport de Paris-Charles-de-Gaulle se situe à 58 km au sud-est. Il n'existe pas de liaisons par transports en commun entre la commune et ces aéroports.
Le sentier de grande randonnée GR 124, balisé de Cires-lès-Mello dans l'Oise à Rebreuviette dans le Pas-de-Calais traverse une partie de la commune par l'ouest par la vallée de Bucamps.

## Toponymie
Le nom de la localité est attesté sous les formes Kesneel (1133) ; Roberto de Cainello (1149) ; Caisneel (1164) ; Kaisneel (1164) ; de Kaisnaio (1174) ; Caisneels (1175) ; Albericus de Deneel (vers 1190) ; Kesnel (1194) ; Albericum de Kesneel (1200) ; Quesneel (vers 1200) ; Albericus de Qeneel (1202) ; de Kesnao (vers 1210) ; Quernetum (vers 1210) ; Quernota (vers 1210) ; du Quesneel (1211) ; Keneel (1229) ; le quesnel mons Baudry (1230) ; Radulphus de Kayneello in Belvasino (1267) ; Quesnellum supra Bullas (1280) ; Quesnel sur Bulles (1303) ; le quesneel dessus Bulles (1339) ; le Quaisnel (1345) ; Quenel (vers 1500) ; le Quesnel Obry (vers 1500) ; Quesnel Aubri (vers 1500) ; le Quesnel-Aubry (1667).

Le Quesnel, de l'oïl picard kaisne « chêne » avec le suffixe diminutif -el, Quesnel,  « jeune chêne » ou le « petit chêne ».
Aubry, du bas latin Alto Braco, composé du latin altus (« haut »), la seconde partie du mot étant peut-être le gaulois *bracu (« terre humide » → voir bray)

## Politique et administration

### Rattachements administratifs et électoraux
La commune se trouve dans l'arrondissement de Clermont du département de l'Oise. Pour l'élection des députés, elle fait partie de la première circonscription de l'Oise.
Elle faisait partie depuis 1801 du canton de Froissy. Dans le cadre du redécoupage cantonal de 2014 en France, la commune fait désormais partie du canton de Saint-Just-en-Chaussée.

### Intercommunalité
La commune faisait partie de la communauté de communes des Vallées de la Brèche et de la Noye créée fin 1992.
Dans le cadre des dispositions de la loi portant nouvelle organisation territoriale de la République (Loi NOTRe) du 7 août 2015, qui prévoit que les établissements publics de coopération intercommunale (EPCI) à fiscalité propre doivent avoir un minimum de 15 000 habitants, le préfet de l'Oise a publié en octobre 2015 un projet de nouveau schéma départemental de coopération intercommunale, qui prévoit la fusion de plusieurs intercommunalités, et notamment celle de Crèvecœur-le-Grand (CCC) et celle des Vallées de la Brèche et de la Noye (CCVBN), soit une intercommunalité de 61 communes pour une population totale de 27 196 habitants.
Après avis favorable de la majorité des conseils communautaires et municipaux concernés, cette intercommunalité dénommée communauté de communes de l'Oise picarde et dont la commune est désormais membre, est créée au 1er janvier 2017.

### Liste des maires
| Période                                  | Période                       | Identité           | Étiquette | Qualité |
| ---------------------------------------- | ----------------------------- | ------------------ | --------- | --- |
| Les données manquantes sont à compléter. |                               |                    |           | |
|                                          | 1989                          | René Moittié       |           | Maçon |
| mars 1995                                | 2008                          | Gérard Ghesquiere  |           | |
| mars 2008                                | mai 2020                      | Jean Louis Castier |           | Agriculteur retraité |
| mai 2020                                 | En cours (au 22 juillet 2020) | Émilie Dubourget   |           | Collaboratrice du groupe LR-divers droite au conseil départemental de l'Oise Vice-présidente de la CC de l'Oise Picarde (2020 → ) |

## Population et société

### Démographie

#### Évolution démographique
L'évolution du nombre d'habitants est connue à travers les recensements de la population effectués dans la commune depuis 1793. Pour les communes de moins de 10 000 habitants, une enquête de recensement portant sur toute la population est réalisée tous les cinq ans, les populations de référence des années intermédiaires étant quant à elles estimées par interpolation ou extrapolation. Pour la commune, le premier recensement exhaustif entrant dans le cadre du nouveau dispositif a été réalisé en 2007.

En 2022, la commune comptait 220 habitants, en évolution de +2,8 % par rapport à 2016 (Oise : +0,87 %, France hors Mayotte : +2,11 %).
| 1793 | 1800 | 1806 | 1821 | 1831 | 1836 | 1841 | 1846 | 1851 |
| ---- | ---- | ---- | ---- | ---- | ---- | ---- | ---- | ---- |
| 415  | 518  | 450  | 464  | 448  | 430  | 416  | 382  | 346  |

| 1856 | 1861 | 1866 | 1872 | 1876 | 1881 | 1886 | 1891 | 1896 |
| ---- | ---- | ---- | ---- | ---- | ---- | ---- | ---- | ---- |
| 326  | 274  | 248  | 207  | 214  | 204  | 190  | 172  | 171  |

| 1901 | 1906 | 1911 | 1921 | 1926 | 1931 | 1936 | 1946 | 1954 |
| ---- | ---- | ---- | ---- | ---- | ---- | ---- | ---- | ---- |
| 151  | 137  | 148  | 105  | 113  | 95   | 116  | 121  | 115  |

| 1962 | 1968 | 1975 | 1982 | 1990 | 1999 | 2006 | 2007 | 2012 |
| ---- | ---- | ---- | ---- | ---- | ---- | ---- | ---- | ---- |
| 134  | 118  | 120  | 130  | 122  | 127  | 155  | 159  | 200  |

| 2017 | 2022 | - | - | - | - | - | - | - |
| ---- | ---- | - | - | - | - | - | - | - |
| 213  | 220  | - | - | - | - | - | - | - |

#### Pyramide des âges
La population de la commune est relativement jeune.
En 2018, le taux de personnes d'un âge inférieur à 30 ans s'élève à 39,9 %, soit au-dessus de la moyenne départementale (37,3 %). À l'inverse, le taux de personnes d'âge supérieur à 60 ans est de 21,6 % la même année, alors qu'il est de 22,8 % au niveau départemental.
En 2018, la commune comptait 109 hommes pour 110 femmes, soit un taux de 50,23 % de femmes, légèrement inférieur au taux départemental (51,11 %).
Les pyramides des âges de la commune et du département s'établissent comme suit.
| Hommes | Classe d’âge | Femmes |
| ------ | ------------ | ------ |
| 0,0    | 90 ou +      | 0,0    |
| 3,8    | 75-89 ans    | 5,6    |
| 16,0   | 60-74 ans    | 17,8   |
| 17,9   | 45-59 ans    | 16,8   |
| 21,7   | 30-44 ans    | 20,6   |
| 19,8   | 15-29 ans    | 15,0   |
| 20,8   | 0-14 ans     | 24,3   |

| Hommes | Classe d’âge | Femmes |
| ------ | ------------ | ------ |
| 0,5    | 90 ou +      | 1,4    |
| 5,5    | 75-89 ans    | 7,6    |
| 15,6   | 60-74 ans    | 16,3   |
| 20,8   | 45-59 ans    | 20     |
| 19,4   | 30-44 ans    | 19,4   |
| 17,6   | 15-29 ans    | 16,2   |
| 20,6   | 0-14 ans     | 19,1   |

## Culture locale et patrimoine

### Lieux et monuments
- Église Notre-Dame-de-la-Nativité : l'édifice est assez remanié, cependant les murs du chœur sont très anciens.
- Stèle en hommage aux aviateurs du 31 mai 1940

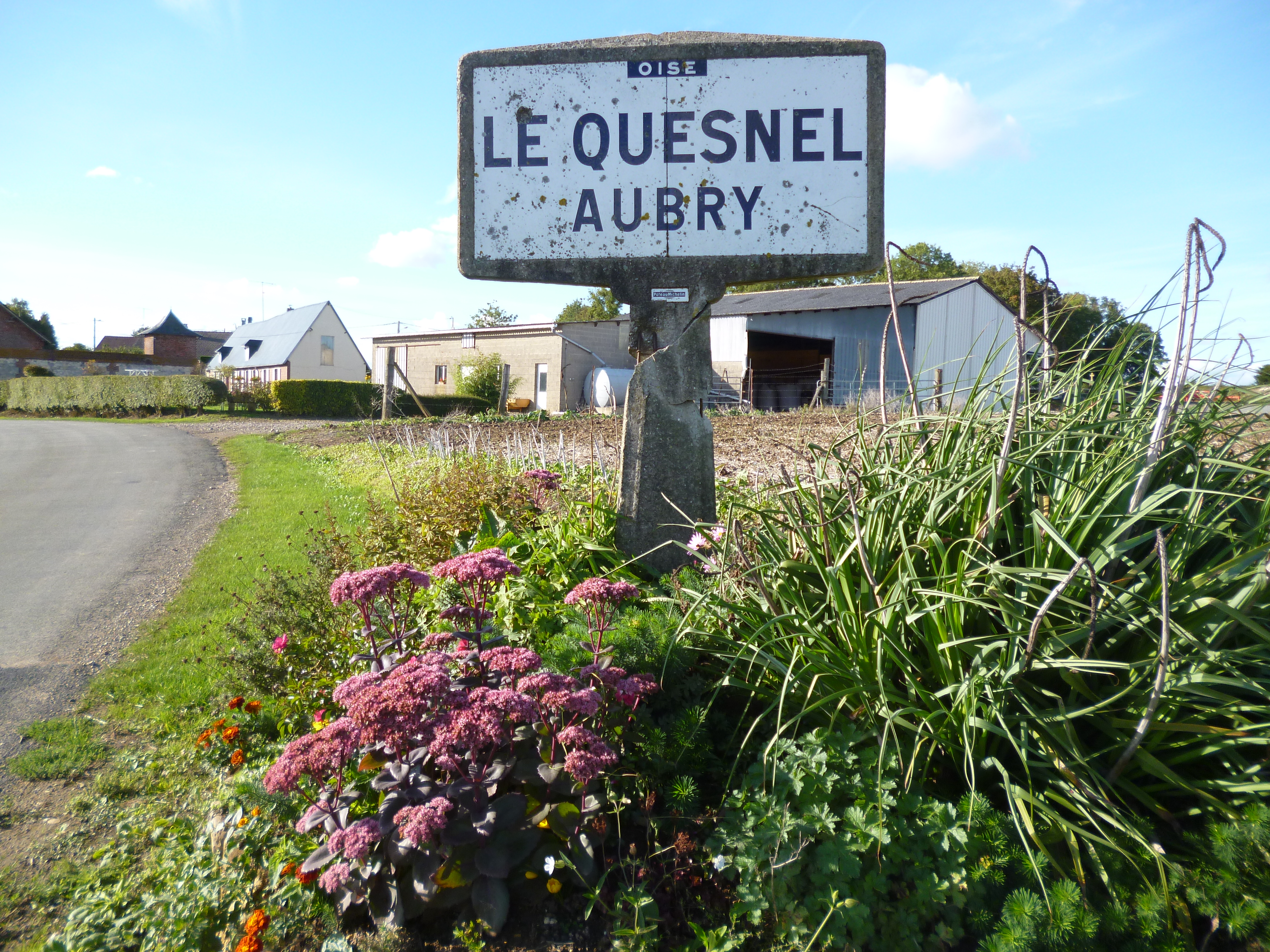
Panneau Michelin de la commune.
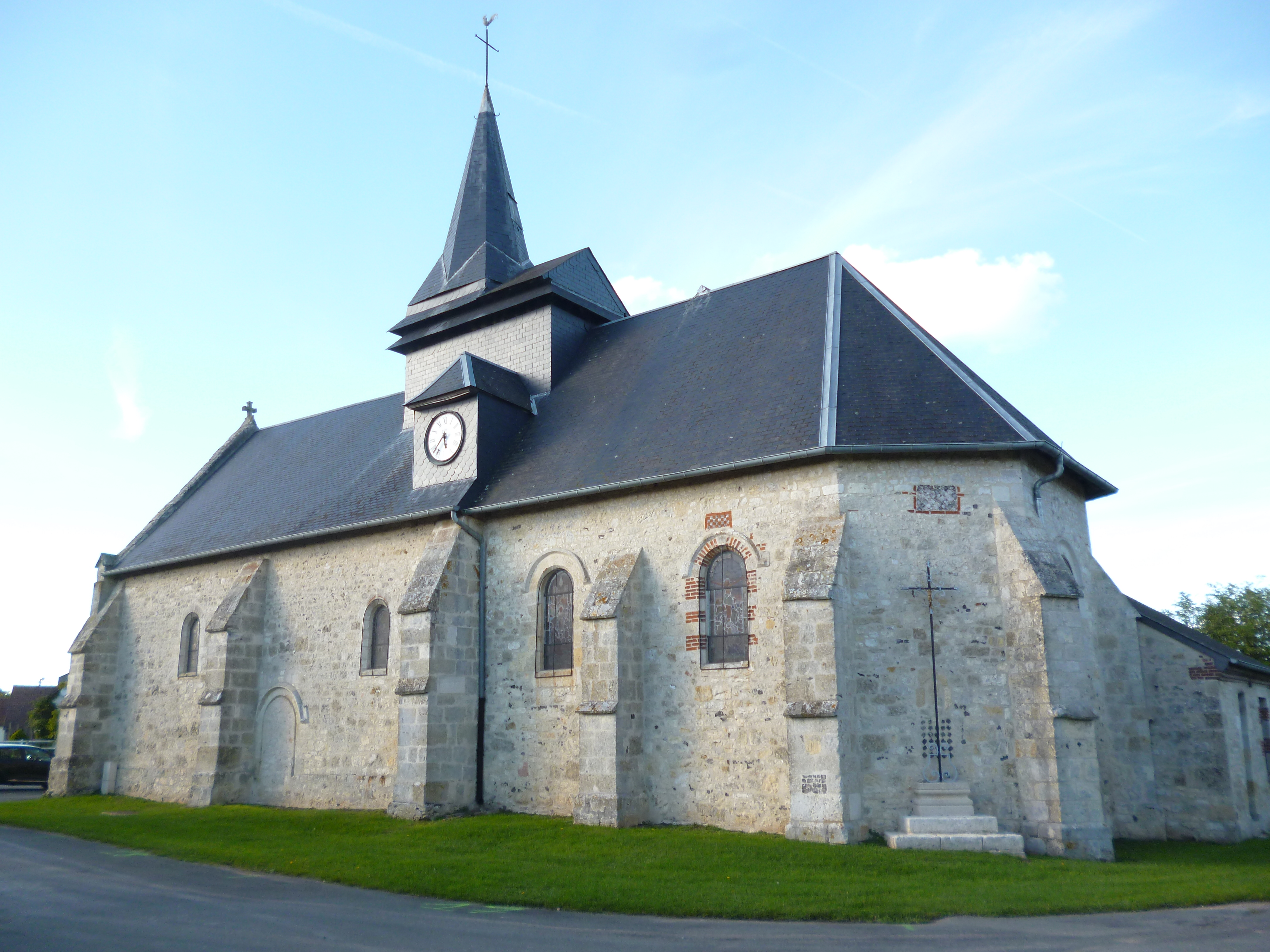
Église Notre-Dame-de-la-Nativité.
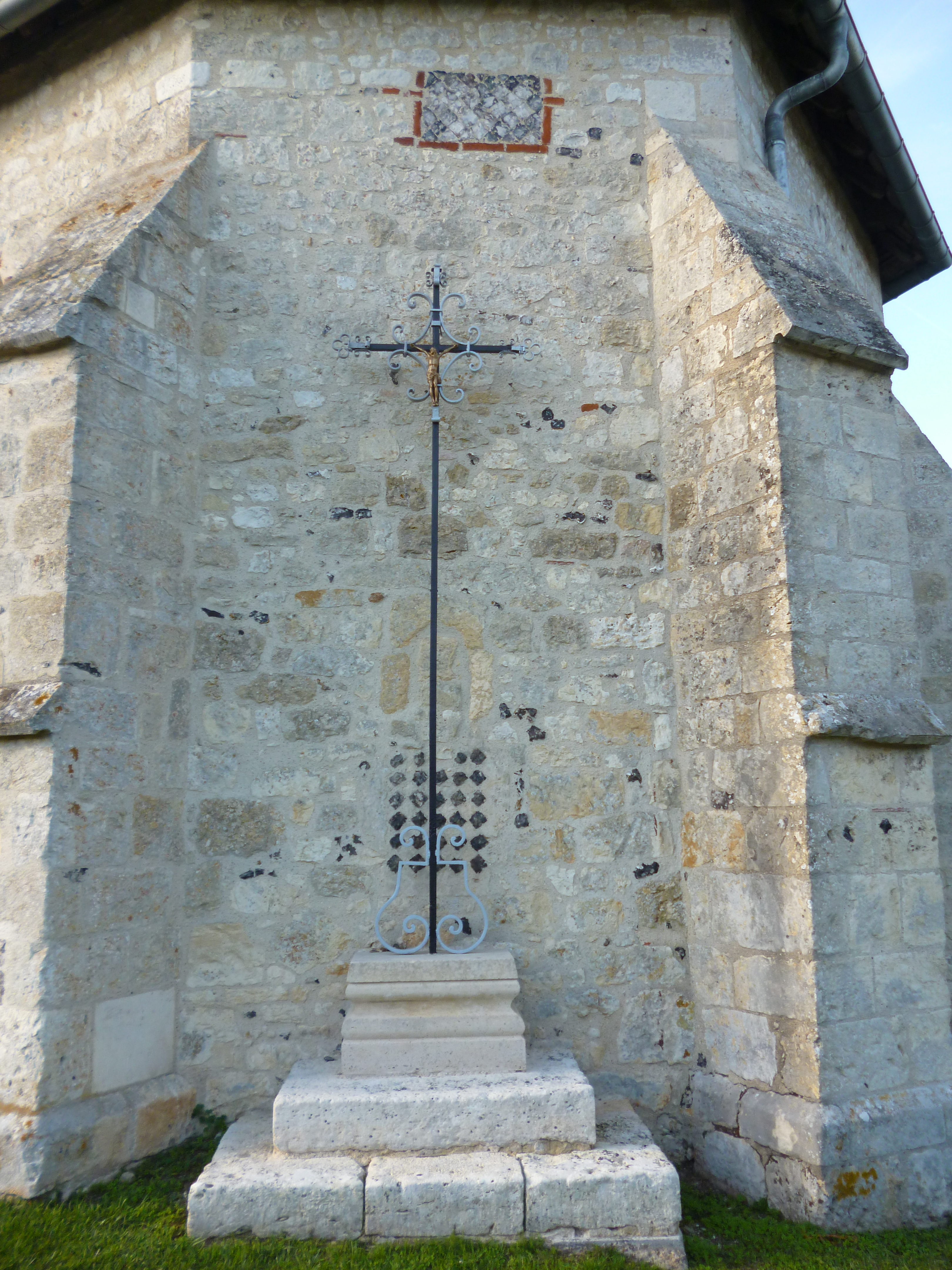
Calvaire situé devant l'église.
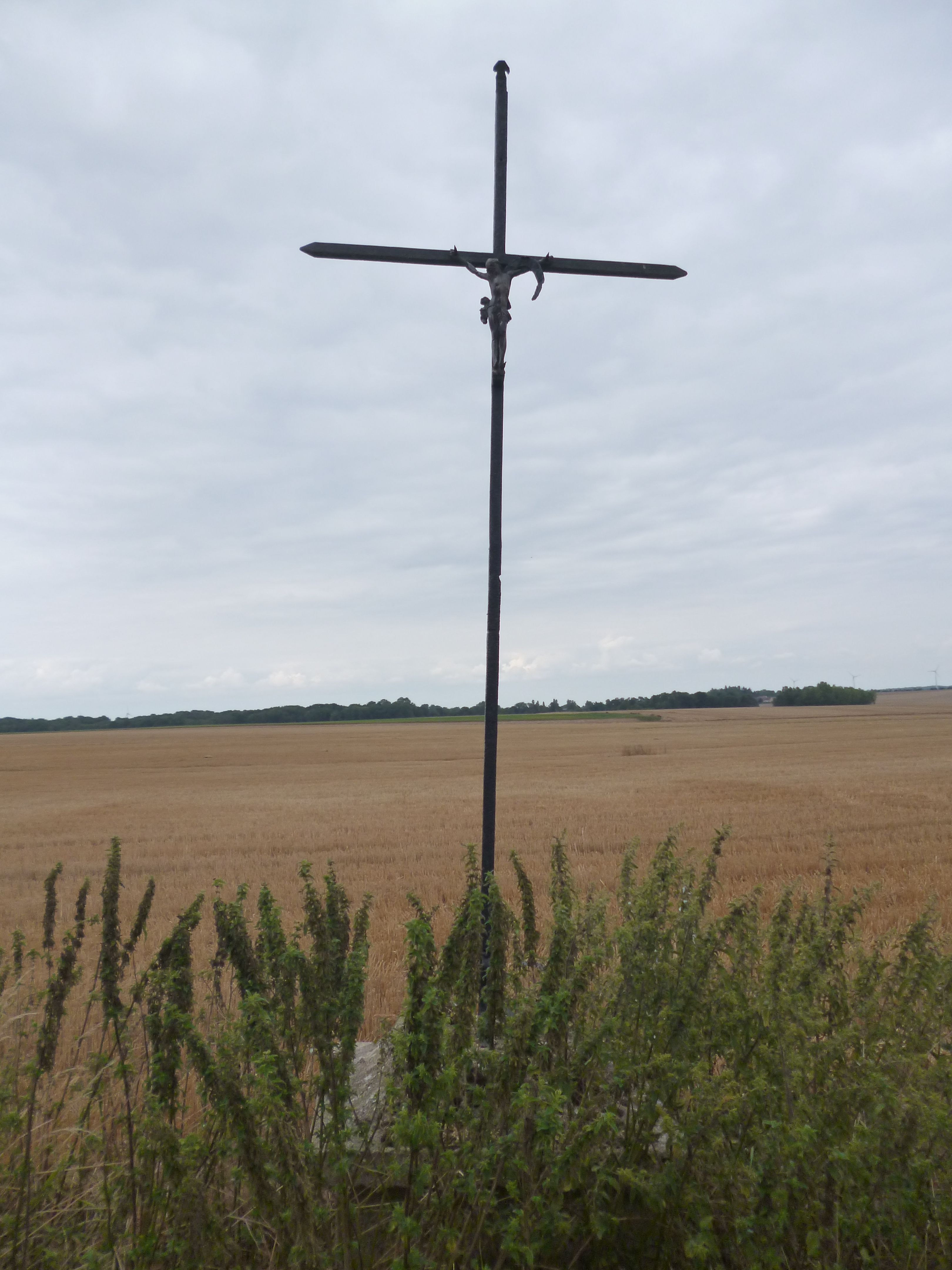
Le calvaire de Sion.
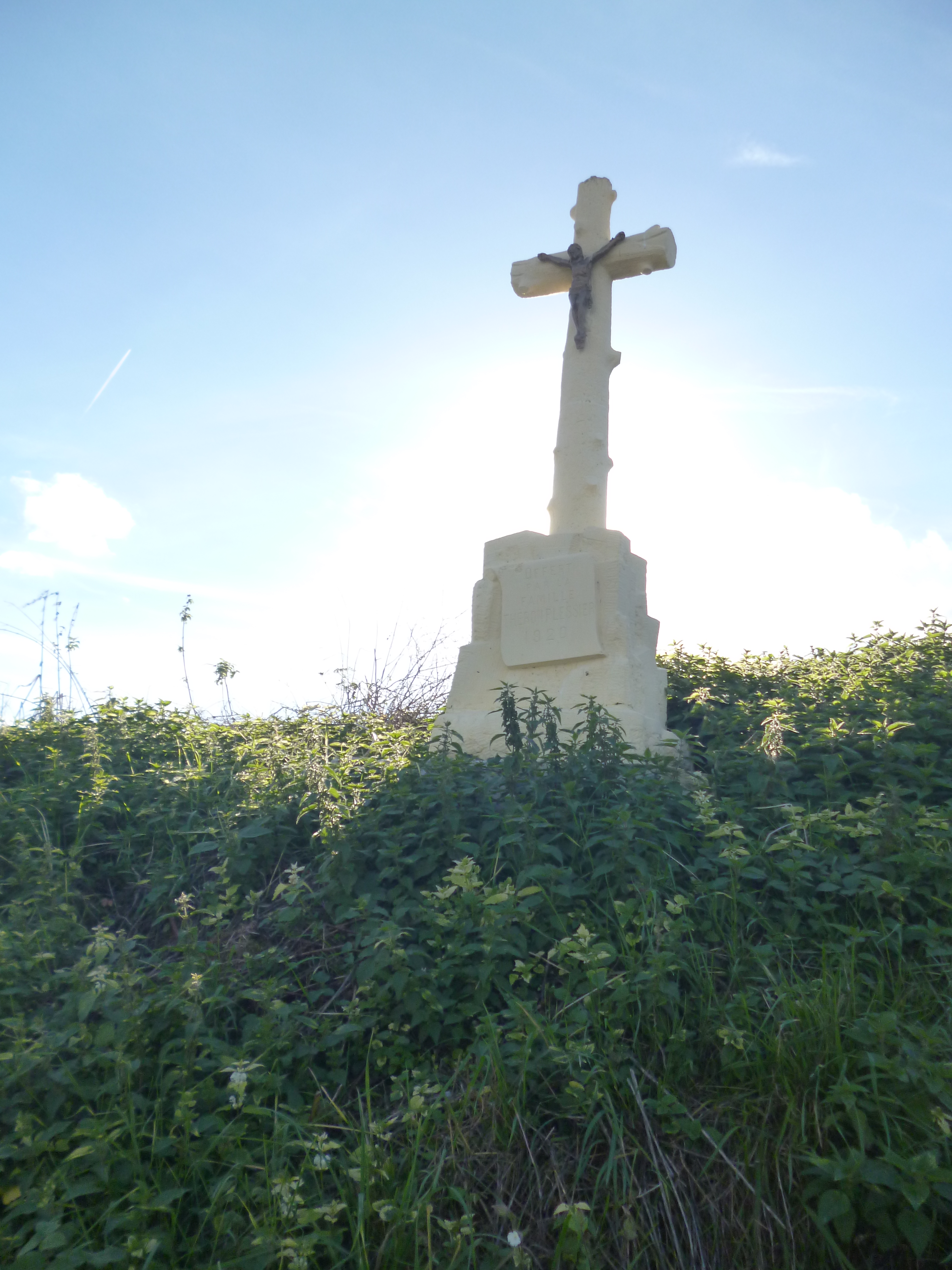
Croix de chemin.
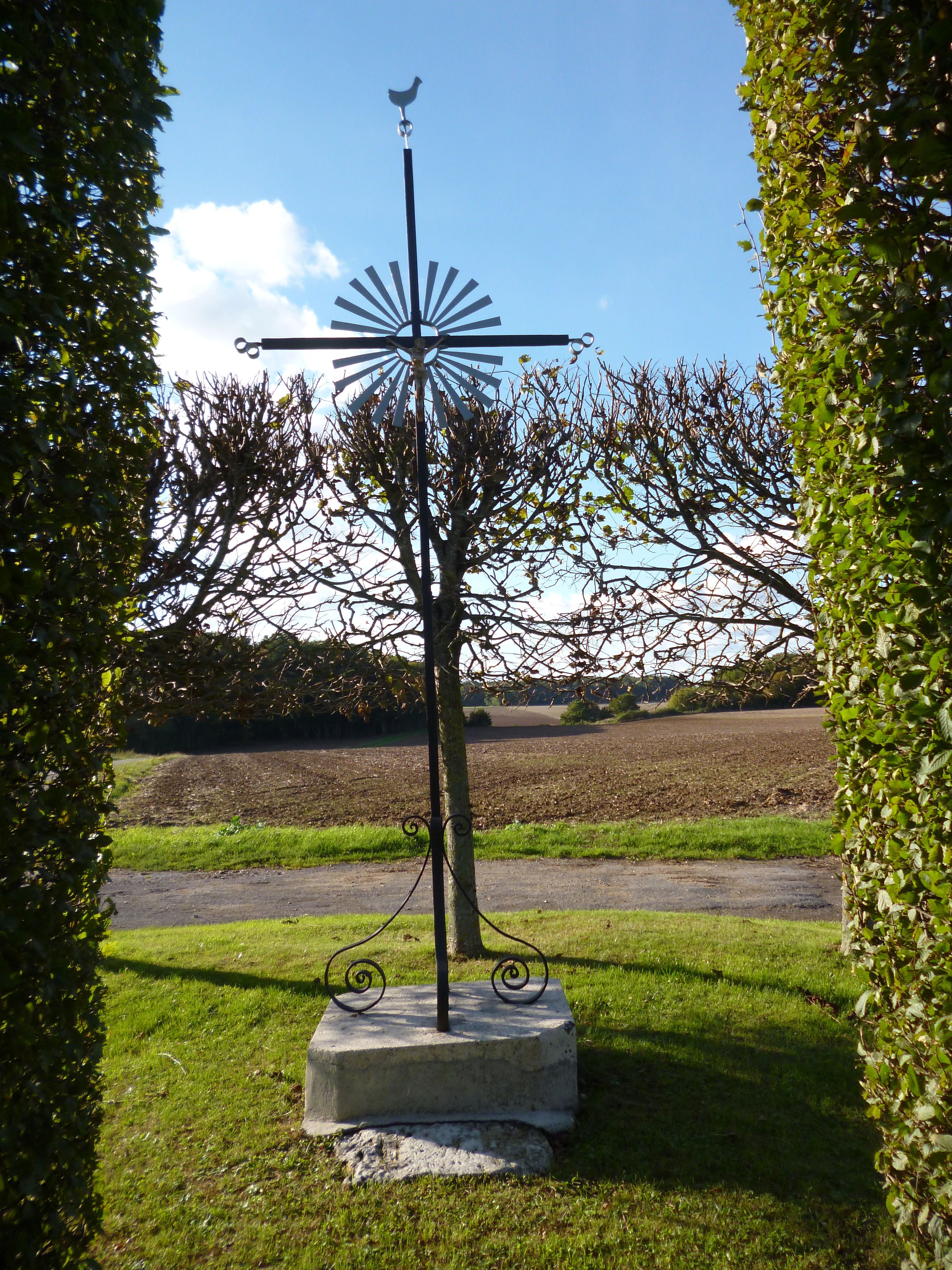
Croix de chemin.
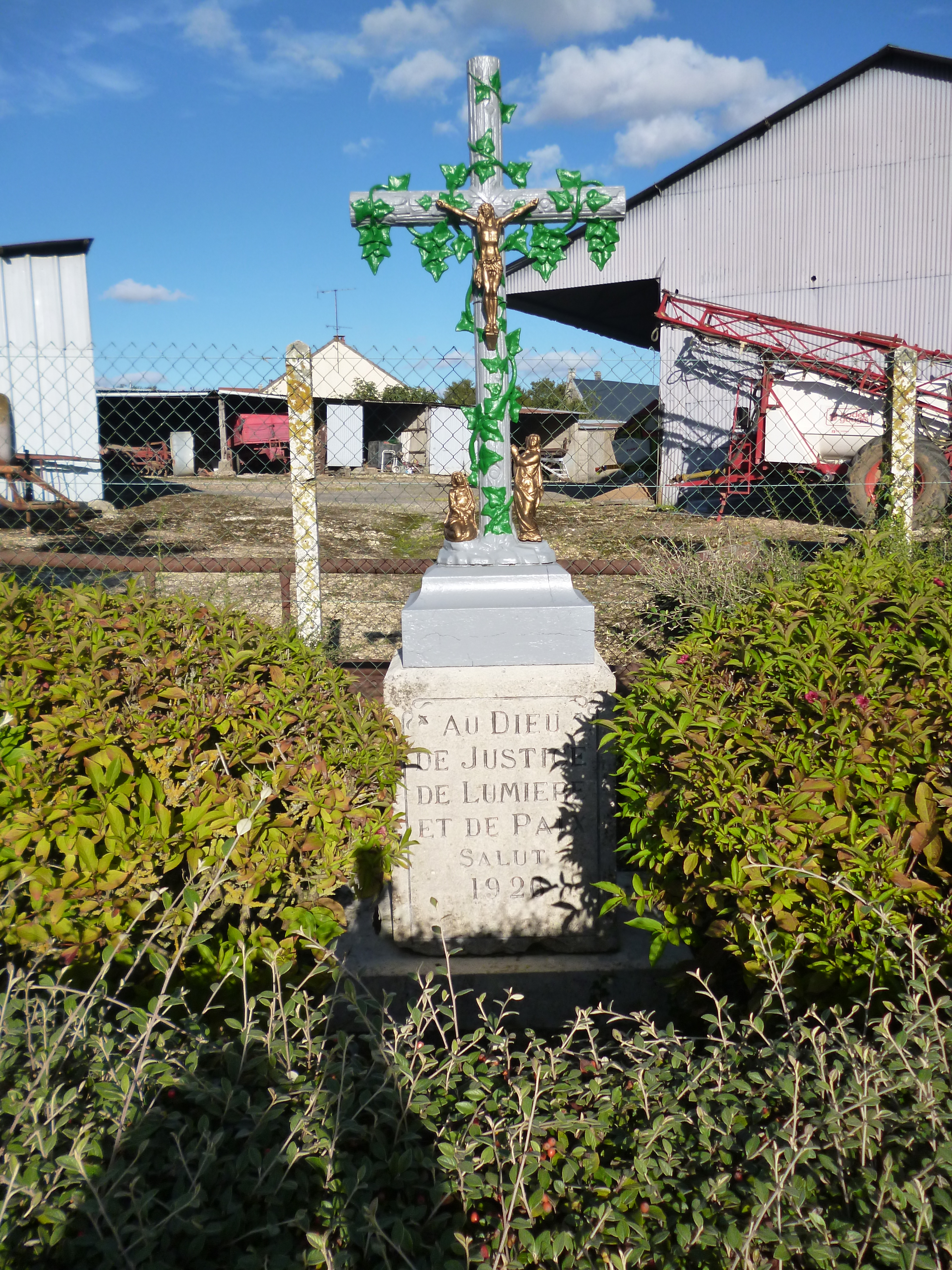
Croix de chemin.
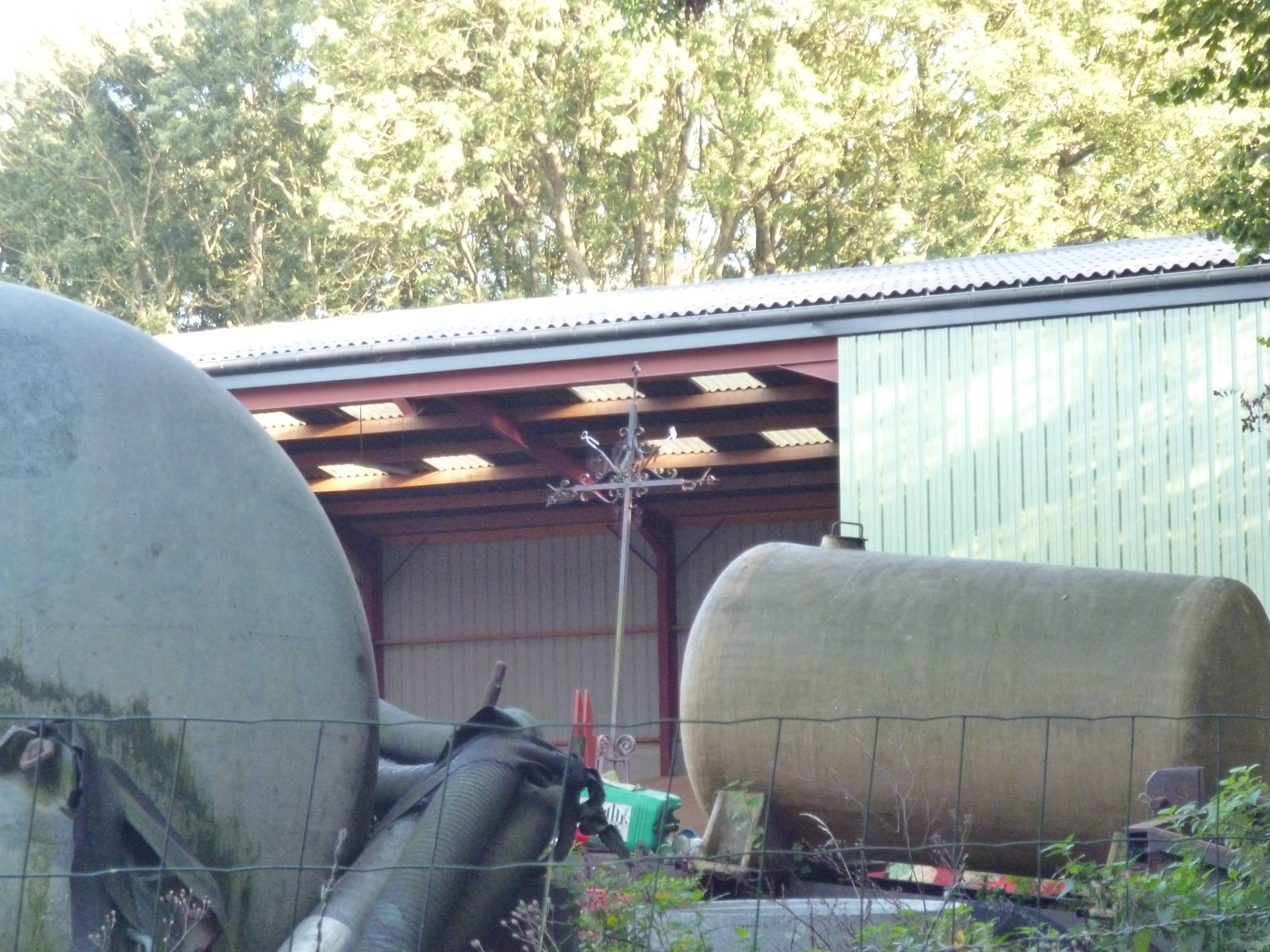
Croix de chemin située sur une propriété privée.
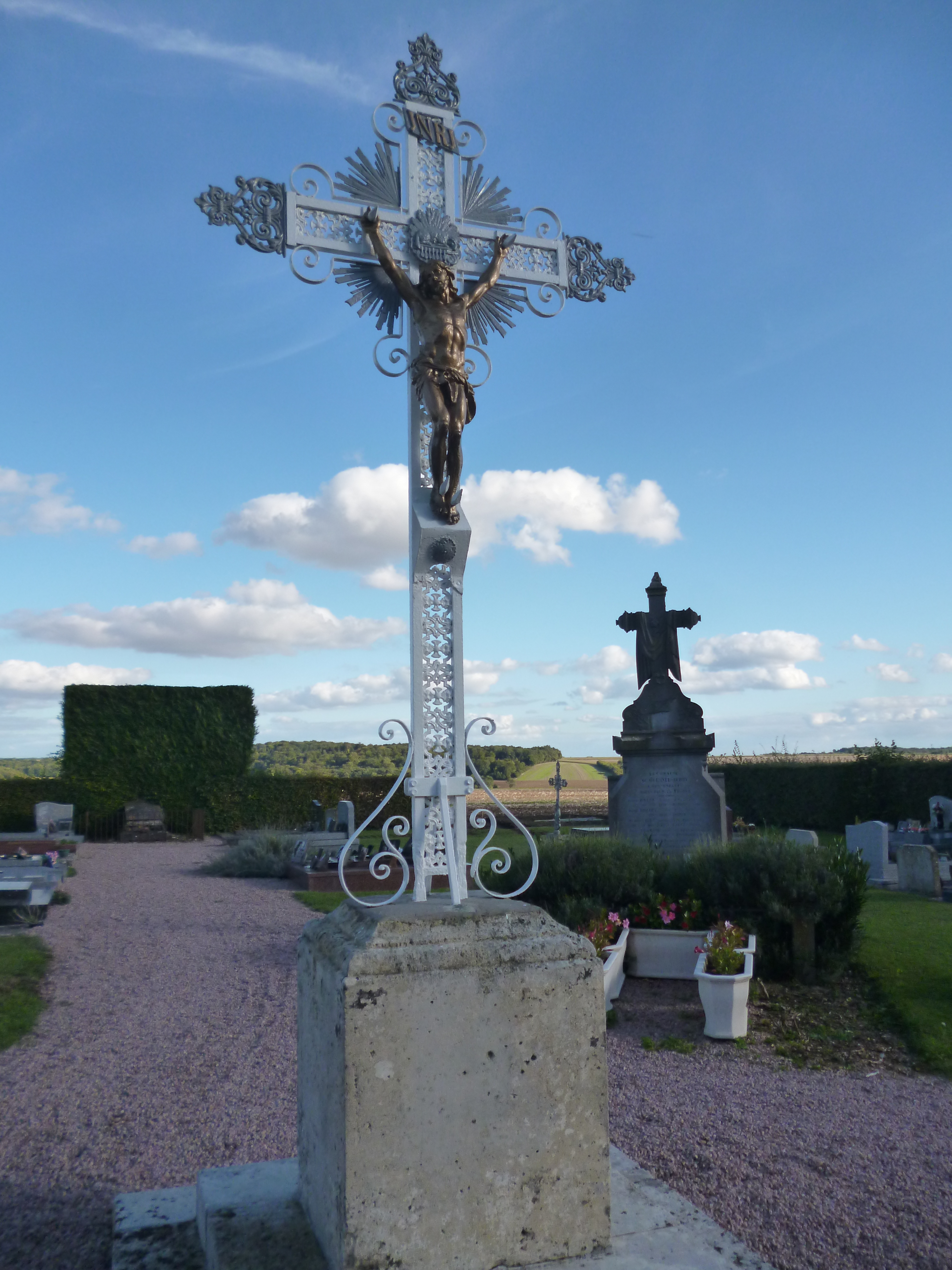
Calvaire situé dans le cimetière.
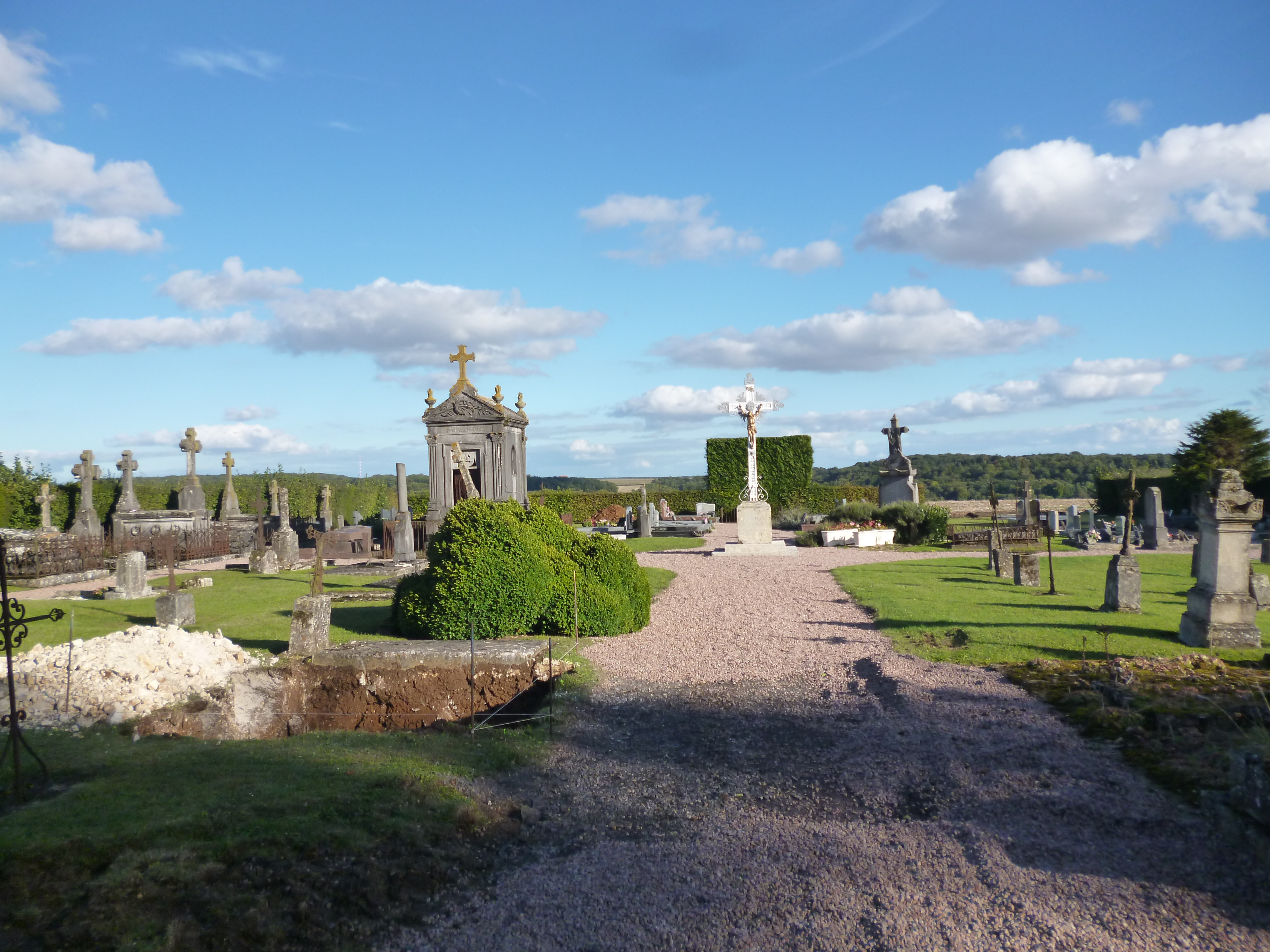
Cimetière.
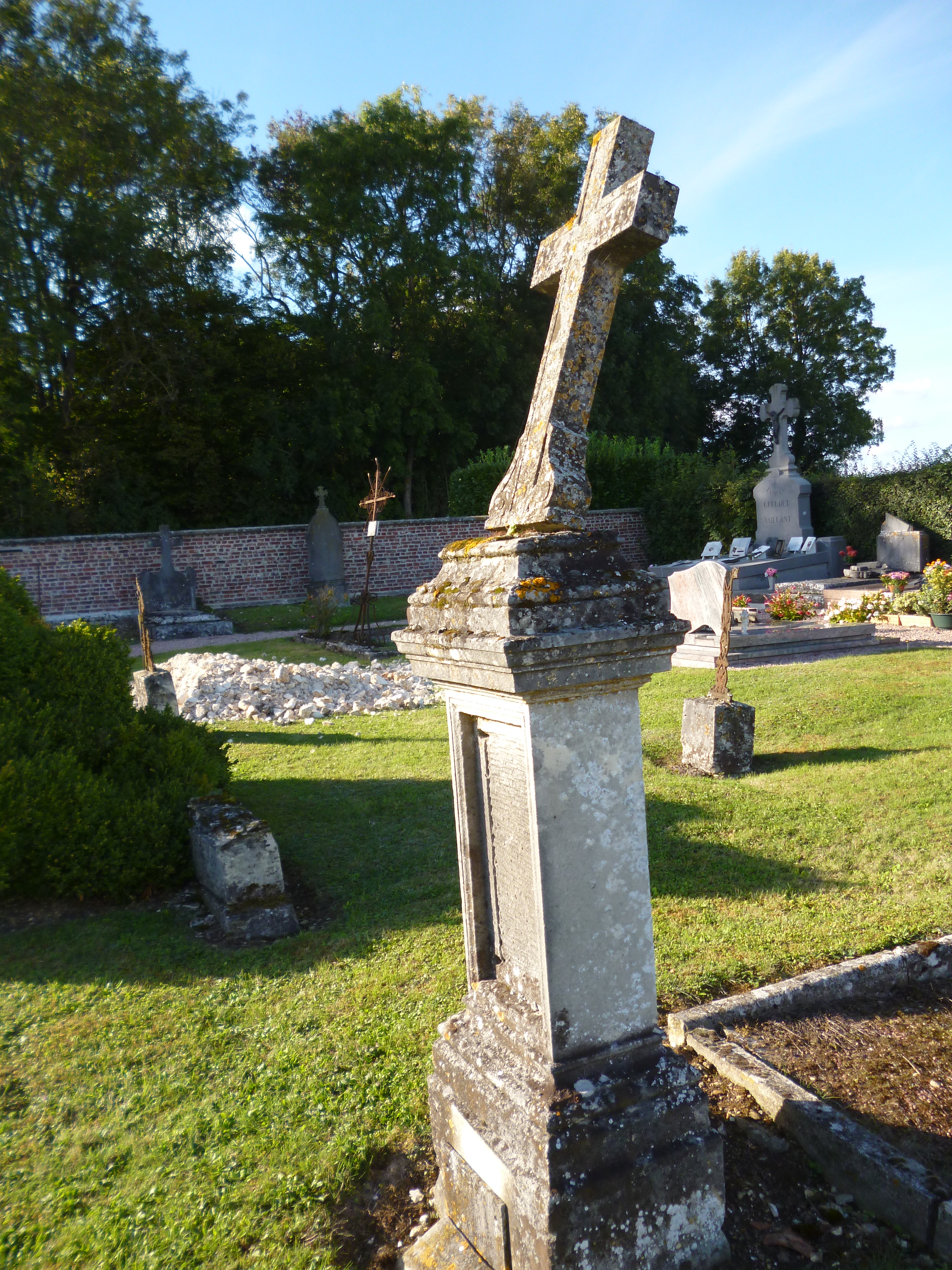
Cimetière.